# ニューラリンク
ニューラリンク（英: Neuralink Corporation）は、脳に埋め込まれるブレイン・マシン・インタフェースを開発するアメリカ合衆国のニューロテクノロジー企業。イーロン・マスクらが共同設立した。本社はサンフランシスコのパイオニア・ビルディングにあり、OpenAI と同居している。2016年に設立され、2017年3月に初めて公に報じられた。
設立以来、ニューラリンクは様々な大学から何人もの高名な神経科学者を雇ってきている。2019年7月までに、同社は1億5800万ドル（うち1億ドルはマスクによる）の出資を受け、90名の従業員を雇っている。この時点で同社が発表したところでは、脳へ幅4 - 6μmの非常に細い糸を埋め込むことができる「ミシンのような」機器を開発しており、1500本もの電極を通じて実験用マウスから神経情報を読み出すシステムを実演してみせた。ヒトを使った実験の開始を2020年と見込んでいたが、その後2022年に先延ばしされた。
何人かの神経科学者や『MITテクノロジーレビュー』などのメディアは、マスクの主張を技術面から批判してきている。

## 会社

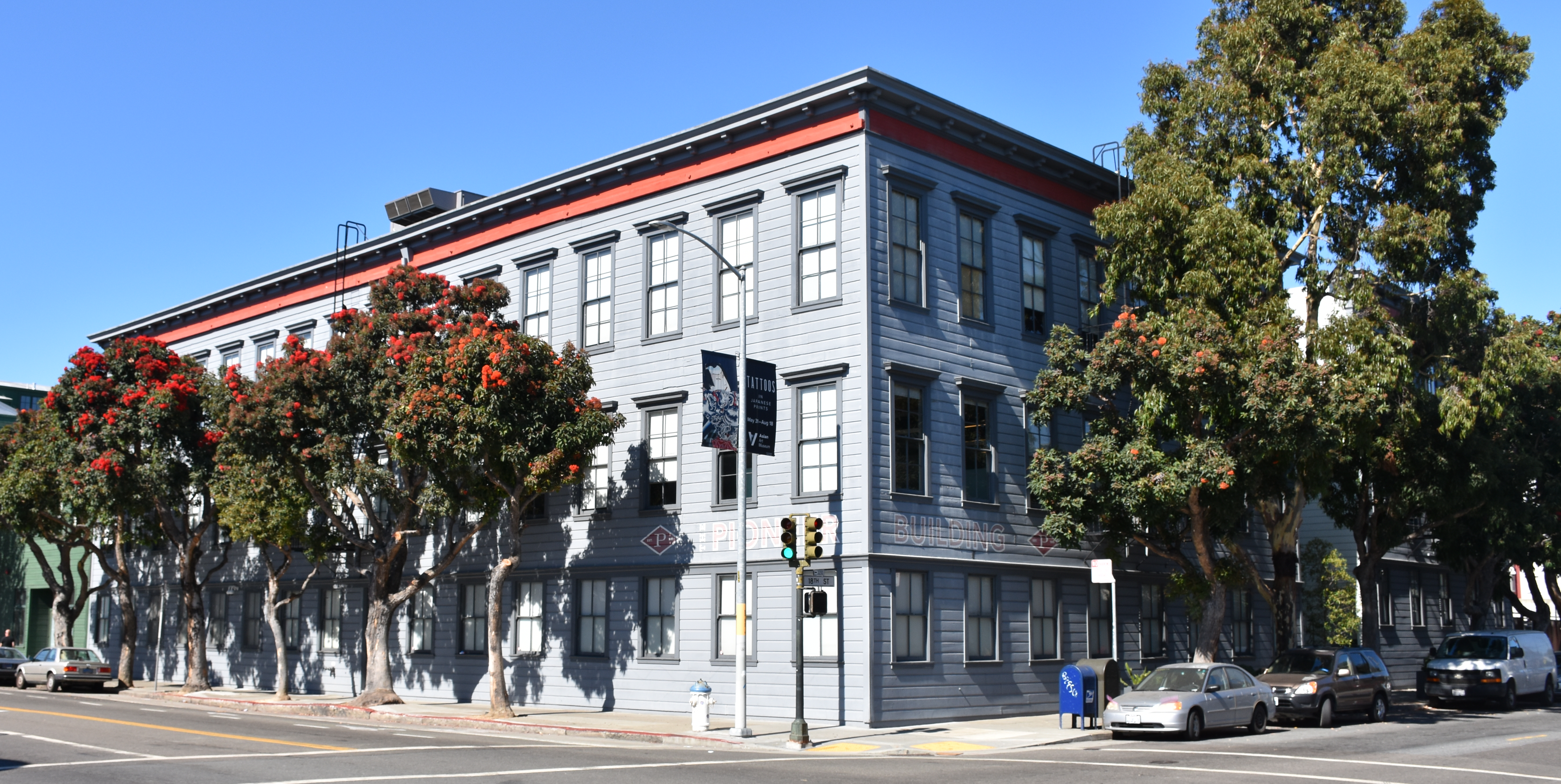
ニューラリンクと OpenAI が同居する、サンフランシスコのパイオニア・ビルディング

### 沿革
ニューラリンクは2016年にイーロン・マスク、Max Hodak、Ben Rapoport、Dongjin Seo、Paul Merolla、Philip Sabes、Tim Gardner、Tim Hanson、Vanessa Tolosa が設立した。このグループは、神経科学、生化学、ロボット工学の専門家からなっていた。商号の「ニューラリンク」は2017年1月に別の持ち主から買い取った。
2017年4月にニューラリンクが発表したところでは、彼らは差し当たって重い脳疾患を治療する機器の開発を行ない、最終的にはトランスヒューマニズムとも呼ばれる人間拡張を目指すとのことだった。マスクはかつて、イアン・バンクスの10本の小説からなる『ザ・カルチャー』に登場する架空世界の「ニューラル・レース」（neural lace、神経の編み模様）という SF の概念から部分的にヒントを得たアイデアに興味があると語っていた。
マスクはニューラル・レースを「脳の皮質上のデジタル層」と表現し、必ずしも大掛かりな手術で機器を埋め込むわけではないが、理論上は静脈か動脈を介して埋め込むことになるとした。長期的な目標は「人工知能との共生」を達成することであり、またそれを野放しにしては人類にとって現実の脅威になるだろう、と彼は語った。つまり人類はいずれ人工知能の圧倒的な知性に支配されかねず、それに対抗するには人間側も生身の脳を強化しなければならない、というのが彼の考えらしい。また彼が考えるところでは、この機器は「テレビゲームに似た何か、前回の状態から再開したり、それをアップロードできるセーブデータのようなもの」であり、「脳損傷や脊髄損傷に取り組み、人が失ったいかなる能力もチップひとつで補えるようにする」とのことだった。
2020年時点で、ニューラリンクの本社はサンフランシスコのミッション地区にあり、その建物パイオニア・ビルディングを、マスクが共同設立した別の会社である OpenAI と共用している。2018年に、マスクのファミリー・オフィスのトップであるジェイリド・ベーチェルが CEO、CFO、社長に就任した。2018年9月時点でマスクはニューラリンクの主要株主だが、役員にはなってない。
2020年8月時点で、設立時の8名の科学者のうち3名しか会社に残っておらず、『Stat News』の記事によれば「速すぎる進行予定が、遅く漸進的な科学の進歩と相容れず、何年にもわたって内輪もめ」を続けていたという。
2021年4月、ニューラリンクは脳へ埋め込んだ機器を介し「ポン」を遊ぶサルの実演を行なった。しかし同様の技術は2002年から既に存在しており、ある研究グループが神経信号を拾ってコンピュータのカーソルを動かすサルの実演を行なった時には、科学者らは埋め込み機器を無線化し埋め込む電極の数も増やすという工学的改善を認めた。
2021年5月、共同設立者で社長の Max Hodak は会社から離れると発表した。2022年1月時点で、共同設立者8名のうち会社に残っているのは2名だけである。

### 社風への批判
2022年1月の『フォーチュン』誌の記事は、ニューラリンクの社内文化について匿名の退職者らから寄せられた批判を大きく取り上げている。彼らによるとそれは「非難と恐怖の文化」であり、優先順位が二転三転するものだという。加えて、マスクは準社員らに「問題点や不満があったら僕に直接メールしてくれ」と勧めて、組織運営を混乱させているとのことである。

## テクノロジー
2018年に『ギズモード』が報じたところでは、ニューラリンクは「その業務内容について極めて秘密主義のままである」が、公開情報によるとサンフランシスコに動物実験を使った研究所を開こうとしているという。そして後にカリフォルニア大学デービス校での研究を開始した。2019年にカリフォルニア科学アカデミーでの実況プレゼンテーションで、ニューラリンクの研究チームは取り組んできた最初のプロトタイプのテクノロジーを公開した。そのシステムは脳に挿入される何本もの極細のプローブ、手術を行なう神経外科ロボット、神経から得られた情報を処理する高密度の電子システムを備えていた。これはカリフォルニア大学サンフランシスコ校とカリフォルニア大学バークレー校で開発されたテクノロジーに基づいている。

### プローブ
ここで使われるプローブは、主として生体材料のポリイミドでできており、細い金ないしプラチナの導体がつけられ、外科ロボットによる自動化された工程によって脳に挿入される。各々のプローブはひとまとまりのワイヤからなる領域を持ち、その電極が脳の電気信号の発生位置を特定する。感覚野ではワイヤが電子システムと協調し脳の信号を増幅したり取得したりできる。各プローブには48あるいは96のワイヤがあり、各ワイヤには独立した32の電極があり、最大3072個の電極を配置できる。

### ロボット
ニューラリンクは多数のしなやかなプローブを脳へ素早く挿入できるロボットを既に開発し、よりサイズが大きく硬いプローブにつきものの神経組織の損傷および耐用年数という問題をこれにより避けられるだろうとしている。このロボットはタングステンとレニウムでできた直径40μmの針を備えた挿入用ヘッドを持ち、これが挿入機構に取り付けられ、各々のプローブはこの中を運ばれ、髄膜を貫通し脳組織へ挿入される。このロボットは1分あたり最大6本のワイヤ（192電極）を挿入できる。

### 電子機器

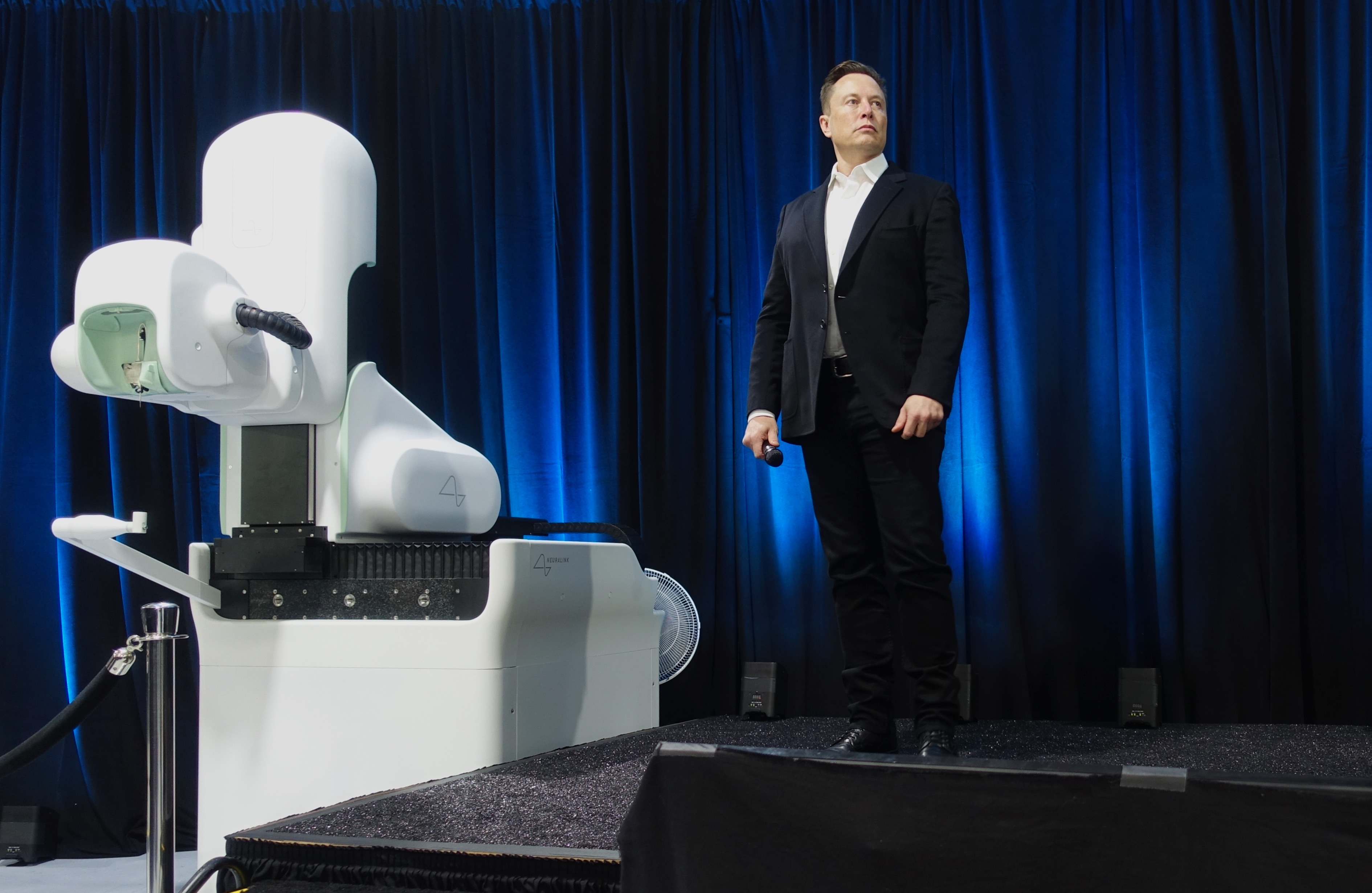
ニューラリンクについて説明するマスク

ニューラリンクは1,536チャンネルの記録システムを可能にする ASIC を既に開発した。このシステムは、個別にプログラム可能な256の増幅器 ("analog pixels")、チップに組み込まれたアナログ-デジタル変換器 ("ADCs")、取得したデジタル情報をシリアライズする周辺回路制御からなっている。これは神経から得られた情報を理解可能なバイナリ・コードに変換し、それにより脳機能をより深く理解し、それらの神経を刺激してフィードバックを与えることを可能とするものである。現在の技術では、単一ニューロンの発火を記録するには電極が大きすぎ、複数のニューロンの一塊という単位でしか神経発火を記録できない。ニューラリンクとしては、この問題はアルゴリズムに従って処理することである程度解決できると考えているが、それはコンピュータ的には容易いことではなく、正確な結果を得られるものではない。
2020年7月にマスクが発表したところでは、ニューラリンクは米国食品医薬品局 (FAD) の画期的機器プログラム (Breakthrough Device Program) の認定を受け、医療機器に関する FDA のガイドラインに従って限定的ながらヒトを使った実験が可能になった。

## 動物実験
ニューラリンクは開発した機器を生きたサル、ブタ、その他の動物の脳へ手術で埋め込み、試験している。同社の手法は PETA（動物の倫理的扱いを求める人々の会）などの団体から批判されてきている。
2017年から2020年にかけて、サルを使ったニューラリンクの実験はカリフォルニア大学デービス校 (UCD) との共同研究として行なわれた。共同研究が終わると UCD は7匹のサルをニューラリンクに引き渡した。2022年に PCRM（Physicians Committee for Responsible Medicine、責任ある医療のための医師会）は、ニューラリンクと UCD が何匹かのサルを不適切に扱い、精神的なストレスと極度の苦痛を強い、手術による慢性的感染症に罹らせたと主張した。ニューラリンクと UCD が行なった実験には少なくとも23匹のサルが使われ、PCRM が言うところではそのうち15匹が実験の結果、死ぬか安楽死させられたという。さらに、この虐待の証拠となる写真と動画を UCD は隠蔽したと PCRM は主張した。
2022年2月にニューラリンクは、何匹かのサルは実験中に死んだが、動物虐待は無かったと述べた。

## 評判
ブレイン・マシン・インタフェースを開発するマスクとニューラリンクの研究者らの意図について、神経科学の科学者らが何人もコメントしてきている。科学者のコミュニティからの反応は様々である。2020年8月の実況プレゼンテーションで、マスクは同社の試作機を「頭蓋内の Fitbit」と表現し、これでいずれ麻痺、失聴、失明、その他の障碍を治療できるだろうとした。そうした主張に対し、多くの神経科学者やメディアは批判的だった。
脳インプラントの臨床試験への参加に、数千人が関心を示していると報じている。現在は、まだ人間の脳にデバイスを埋めこむには至っていないが、2024年に11人、2030年までに2万2000人超で実施することを目指している。
『MITテクノロジーレビュー』は「全くの空論」「神経科学劇場」と表現した。
ニューカッスル大学で神経インターフェースを研究しているアンドリュー・ジャクソン教授は、「ブタの脳に電極を埋め込んだニューラリンクの実演に何ら革新的なところがあるとは思わない」が、無線機能は「良い」と述べた。ウィスコンシン医科大学の Thiago Arzua は、ニューラリンクは「ブレイン・マシン・インタフェースに関して、電極を増やして華々しく飾り立てたという以上に見るべき所はない」と論じた。

## 関連文献
- Neuralink; Musk, Elon (2019-08-02). “An integrated brain-machine interface platform with thousands of channels” (英語). bioRxiv. doi:10.1101/703801. (whitepaper)